# José Carlos Godoy
José Carlos Godoy Riofrío (Lima, 19 dicembre 1911 – San Isidro, 13 febbraio 1988) è stato un cestista peruviano.
Era il fratello di Miguel Godoy.

## Carriera
Con il Perù ha preso parte alle Olimpiadi del 1936, disputando una partita.